# Audi RS2 Avant
O Audi RS2 Avant é uma perua (no Brasil) ou carrinha (em Portugal) de passeio lançada pela Audi A.G. em 1994, usando a plataforma da Audi 80 Avant, em parceria com a sua conterrânea Porsche. Tratava-se de um automóvel produzido numa série limitada de 2891 unidades, sendo que somente 82 foram enviadas ao Brasil (20 Unidades devolvidas a Audi, restando 62). Quanto a sua construção, foram utilizadas rodas, sistema de freios, preparação do motor e alguns detalhes de acabamento externo (como as sinaleiras dianteiras) fabricadas pela Porsche.
Seu motor é o cinco-em-linha longitudinal de 2,2 litros com duplo comando no cabeçote e quatro válvulas por cilindro dotado de turbocompressor e intercooler, preparado pela Porsche. Produz 315 HPs transmitidos ao solo pela tração integral permanente Quattro capazes de levar a station de 0 a 100 km/h em menos de 5,4 segundos. O carro vinha ainda com direção hidráulica, trio elétrico, bancos Recaro ergonômicos, ar condicionado e acabamento em couro.
O carro era montado na fábrica da Porsche em Zuffenhausen e foi a primeira perua super esportiva do mundo. A imprensa especializada aferiu números surpreendentes de desempenho como o 0-50 km/h mais rápido do que o Mclaren F1. "A RS2 Avant foi produzida de 1994 a 1995. Das 60 unidades importadas da Alemanha, uma parte veio registrada apenas como Audi e outra veio com o nome Audi Porsche RS2. 